# Dayton (Wyoming)
Dayton – miasto w Stanach Zjednoczonych, w stanie Wyoming, w hrabstwie Sheridan.